# 皆月津波
皆月津波（日语：皆月つなみ，6月6日—），日本漫畫家、漫畫原作者，另有筆名。

## 經歷
千葉縣出身。1998年以獲得花與夢的第31屆Big Challenge賞準入選而出道。
其擔任原作的漫畫《同居人是貓》2017年獲得全國書店店員推薦漫畫第3名，2019年改編的同名動畫公開播出。